# Niquinohomo
Niquinohomo, a volte indicato come Niquinomo, è un comune del Nicaragua facente parte del dipartimento di Masaya.